# Aconteu
Na mitologia grega, Aconteu (grego antigo: Ἀκόντιος) pode se referir aos seguintes dois indivíduos distintos:
- Aconteu, um chefe etíope que estava do lado de Perseu no momento da luta entre o herói e Fineu na corte de Cefeu, pai de Andrômeda. Ele foi transformado em pedra quando viu a cabeça de Medusa.[1][2]
- Aconteu, um arcadiano que lutou no exército dos Sete Contra Tebas. Ele foi morto por Fegeu durante a guerra.[3][4]